# René Müller (1959)
René Müller (Leipzig, DDR, 11 februari 1959) is een Duitse voormalige voetballer. De doelman speelde 46 interlands voor het voetbalelftal van de Duitse Democratische Republiek. Hij werd twee keer verkozen tot Oost-Duits voetballer van het jaar.

## Biografie

### Clubvoetbal
Müller begon zijn carrière bij BSG Aktivist Markkleeberg in 1965 en bleef daar tot 1970 toen hij de overstap maakte naar 1. FC Lokomotive Leipzig. In 1976 stond hij voor het eerst in het doel van de eerste ploeg. Aanvankelijk was hij de tweede doelman achter Werner Friese en nadat hij in 1979 stopte werd Müller de eerste doelman. Hij speelde mee in de finale van de strijd om Europacup II (1987), waarin Lokomotive Leipzig met 1-0 verloor van AFC Ajax door een treffer van Marco van Basten.
Tot 1990 speelde Müller in totaal 264 Oberligawedstrijden voor Leipzig. In 1986 en 1987 won hij de FDGB-Pokal met zijn team. In deze jaren werd hij ook verkozen tot voetballer van het jaar. In 1990 wilde hij naar het buitenland, maar dat lukte hem niet en hij ging voor stadsrivaal FC Sachsen Leipzig spelen. Na dit seizoen werd de Oost-Duitse competitie bij de West-Duitse gevoegd en speelden nog maar twee clubs uit het oosten in de nieuwe Bundesliga. Müller ging voor Dynamo Dresden spelen in de Bundesliga tot 1994 en dan nog één seizoen voor FC St. Pauli.

### Internationaal
Hij speelde zijn eerste interland op woensdag 15 februari 1984 in Athene tegen Griekenland (1-3). Hij speelde in totaal negen WK-kwalificatiewedstrijden, acht EK-kwalificatiewedstrijden en 29 vriendschappelijke wedstrijden. Zijn laatste wedstrijd in het doel was op 12 april 1989 tegen Turkije (0-2).
Müller speelde ook in 39 Europese clubwedstrijden. Hoogtepunt was in 1987 toen Lokomotive voor 73.000 toeschouwers in het Zentralstadion in de halve finale van de Europacup II na penalty's de kwalificatie afdwong voor de finale tegen Girondins Bordeaux. Müller stopte zelf twee strafschoppen en trapte zelf de beslissende strafschop binnen in de linkerbovenhoek. De finale tegen Ajax Amsterdam werd in Athene verloren, Marco van Basten kopte binnen.

### Trainer
In 1996 werd hij doelmantrainer bij VfB Leipzig. In seizoen 98/99 werd hij co-trainer van het eerste elftal. Na zijn ontslag in april 1999 ging hij aan de slag als doelman- en amateurtrainer bij Eintracht Frankfurt. Daarna ging hij drie jaar aan de slag als trainer van VFC Plauen dat in de Oberliga speelde. In 2003 ging hij naar FC Rot-Weiß Erfurt dat in de Regionalliga speelde en hij slaagde erin hen naar de 2. Bundesliga te begeleiden nadat de club twaalf jaar in de derde klasse gespeeld had en een promotie telkens mislukte. Zijn succes bleef echter niet duren en na mindere prestaties en onenigheden werd hij in februari 2005 ontslaan.
Van 1 juli 2005 tot 7 november 2006 was hij trainer van Hallescher FC. Sinds juni 2007 is hij trainer van het tweede elftal van 1. FC Nürnberg.